# Halodakra salmonea
Halodakra salmonea är en musselart som först beskrevs av Carpenter 1864.  Halodakra salmonea ingår i släktet Halodakra och familjen Neoleptonidae. Inga underarter finns listade i Catalogue of Life.